# Boris Borissowitsch Akimow

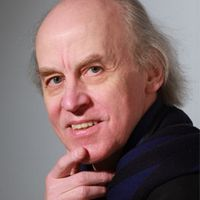
Boris Borissowitsch Akimow

Boris Borissowitsch Akimow (russisch Борис Борисович Акимов; wiss. Transliteration Boris Borisovič Akimov; * 25. Juni 1946 in Wien, Österreich) ist ein sowjetisch-russischer Tänzer und Choreograph. 
Nach Tanzausbildung in Moskau wurde er im Jahr 1965 Mitglied des Bolschoi-Balletts. 1979 schloss er ein Studium an der pädagogischen Fakultät des Staatlichen Instituts für Theaterkunst (GITIS) ab und lehrte anschließend an der Fakultät für Choreographie ebendieser Hochschule von 1980 bis 1988.
Seit 1989 ist er am Bolschoi-Theater Ballett-Ausbilder; als solcher war er auch an Opernhäusern und bei Balletttruppen in London, Mailand, Tokio, Wien, Hamburg, München, Kopenhagen, Paris, Basel und Amsterdam tätig.
Von 2001 bis 2005 war er Professor an der Moskauer Ballettakademie. Von 2001 bis 2002 stand er dieser als geschäftsführender Rektor vor, 2002 bis 2005 war er ihr künstlerischer Leiter. Von 2000 bis 2003 war er künstlerischer Direktor des Bolschoi-Balletts.
Er wurde 1989 als Volkskünstler der UdSSR ausgezeichnet.